# Kiyoshi Shigematsu
Kiyoshi Shigematsu (重松清, Shigematsu Kiyoshi) (6 mars 1963) est un écrivain japonais. 
Il a reçu le prix Naoki pour Bitamin F (ビタミンF) en 2000.
Il est notamment connu en occident pour avoir participé à l'écriture du scénario du jeu vidéo de rôle Lost Odyssey sur Xbox 360.

## Œuvres

### Romans
- 3 jours et 2 nuits avec un chat, Philippe Piquier, 2023 ((ja) {{{titre}}}), trad. Déborah Pierret-Watanabe, 340 p.  (ISBN 978-2809716313)